# باکال
شهر باکال (به روسی: Бакал) در کشور روسیه و در اوبلاست چلیابینسک واقع شده‌است.